# 擬葉下珠
擬葉下珠（学名：Phyllanthus embergeri）为大戟科油柑屬下的一个种。

## 扩展阅读
- 維基物種上的相關：擬葉下珠